# Mistrzostwa Świata w Lekkoatletyce 2011 – rzut młotem kobiet
Rzut młotem kobiet – jedna z konkurencji rozgrywanych podczas lekkoatletycznych mistrzostw świata na Daegu Stadium w Daegu. 
Obrończynią tytułu mistrzowskiego z 2009 roku była Polka Anita Włodarczyk, która podczas zawodów Berlinie wynikiem 77,96 ustanowiła rekord świata. Ustalone przez IAAF minima kwalifikacyjne do mistrzostw wynosiły 71,50 (minimum A) oraz 69,00 (minimum B).

## Terminarz
| Data       | Godzina |            |
| ---------- | ------- | ---------- |
| 2 września | 10:00   | Eliminacje |
| 4 września | 18:15   | Finał      |

## Rekordy
Tabela prezentuje rekord świata, rekordy poszczególnych kontynentów, mistrzostw świata, a także najlepszy rezultat na świecie w sezonie 2011 przed rozpoczęciem mistrzostw.
|                                                | Zawodnik          | Wynik | Miejsce      | Data                  |
| ---------------------------------------------- | ----------------- | ----- | ------------ | --------------------- |
| Rekord świata                                  | Betty Heidler     | 79,42 | Halle        | 21 maja 2011(dts)     |
| Listy światowe                                 | Betty Heidler     | 79,42 | Halle        | 21 maja 2011(dts)     |
| Rekord mistrzostw świata                       | Anita Włodarczyk  | 77,96 | Berlin       | 22 sierpnia 2009(dts) |
| Rekord Afryki                                  | Marwa Hussein     | 68,48 | Kair         | 18 lutego 2002(dts)   |
| Rekord Azji                                    | Zhang Wenxiu      | 74,86 | Shijiazhuang | 3 lipca 2007(dts)     |
| Rekord Ameryki Północnej, Środkowej i Karaibów | Yipsi Moreno      | 76,62 | Zagrzeb      | 9 września 2008(dts)  |
| Rekord Ameryki Południowej                     | Jennifer Dahlgren | 73,74 | Buenos Aires | 10 kwietnia 2010(dts) |
| Rekord Europy                                  | Betty Heidler     | 79,42 | Halle        | 21 maja 2011(dts)     |
| Rekord Australii i Oceanii                     | Bronwyn Eagles    | 71,12 | Adelaide     | 6 lipca 2003(dts)     |

## Rezultaty

### Eliminacje
| Poz. | Grupa | Zawodniczka            | Reprezentacja     | #1    | #2    | #3    | Rezultat | Uwagi |
| ---- | ----- | ---------------------- | ----------------- | ----- | ----- | ----- | -------- | ----- |
| 1    | A     | Zhang Wenxiu           | Chiny             | 74.17 |       |       | 74.17    | Q     |
| 2    | B     | Yipsi Moreno           | Kuba              | 73.29 |       |       | 73.29    | Q     |
| 3    | B     | Jennifer Dahlgren      | Argentyna         | 67.81 | x     | 72.70 | 72.70    | Q, SB |
| 4    | A     | Tatiana Łysenko        | Rosja             | 71.94 |       |       | 71.94    | Q     |
| 5    | A     | Kathrin Klaas          | Niemcy            | 69.26 | 69.57 | 71.69 | 71.69    | Q     |
| 6    | B     | Betty Heidler          | Niemcy            | 71.48 |       |       | 71.48    | Q     |
| 7    | B     | Anita Włodarczyk       | Polska            | 71.09 |       |       | 71.09    | Q     |
| 8    | A     | Jessica Cosby          | Stany Zjednoczone | 71.06 |       |       | 71.06    | Q     |
| 9    | A     | Zalina Marghieva       | Mołdawia          | x     | 70.09 | 69.85 | 70.09    | q     |
| 10   | A     | Silvia Salis           | Włochy            | 69.82 | 66.58 | x     | 69.82    | q     |
| 11   | A     | Bianca Perie           | Rumunia           | 68.12 | 69.66 | 69.01 | 69.66    | q     |
| 12   | A     | Stéphanie Falzon       | Francja           | x     | 68.92 | 67.37 | 68.92    | q     |
| 13   | B     | Éva Orbán              | Węgry             | 68.89 | 68.28 | x     | 68.89    |       |
| 14   | A     | Amber Campbell         | Stany Zjednoczone | 68.26 | 68.87 | x     | 68.87    |       |
| 15   | B     | Jeneva McCall          | Stany Zjednoczone | 68.26 | 65.22 | 65.45 | 68.26    |       |
| 16   | B     | Alena Matosska         | Białoruś          | x     | 68.23 | 67.88 | 68.23    |       |
| 17   | B     | Marina Marghieva       | Mołdawia          | x     | 67.95 | x     | 67.95    |       |
| 18   | B     | Berta Castells         | Hiszpania         | 67.74 | 65.22 | 67.02 | 67.74    |       |
| 19   | B     | Nataliya Zolotukhina   | Ukraina           | 67.44 | 67.57 | 65.93 | 67.57    |       |
| 20   | B     | Mona Holm              | Norwegia          | 67.16 | 66.97 | x     | 67.16    |       |
| 21   | A     | Joanna Fiodorow        | Polska            | x     | 66.88 | x     | 66.88    |       |
| 22   | A     | Alexandra Papageorgiou | Grecja            | 64.38 | 65.58 | 66.77 | 66.77    |       |
| 23   | A     | Amy Séné               | Senegal           | 66.15 | x     | 61.31 | 66.15    |       |
| 24   | A     | Merja Korpela          | Finlandia         | 63.93 | x     | 65.64 | 65.64    |       |
| 25   | A     | Vânia Silva            | Portugalia        | 64.46 | 65.40 | 64.18 | 65.40    |       |
| 26   | B     | Sophie Hitchon         | Wielka Brytania   | 61.91 | x     | 64.93 | 64.93    |       |
| 27   | B     | Masumi Aya             | Japonia           | 60.14 | 64.09 | x     | 64.09    |       |
| 28   | A     | Heather Steacy         | Kanada            | 63.39 | x     | x     | 63.39    |       |
| 29   | B     | Liu Tingting           | Chiny             | 61.45 | 62.17 | 63.12 | 63.12    |       |
| 30   | A     | Kang Na-ru             | Korea Południowa  | 61.05 | x     | x     | 61.05    |       |

### Finał
| Poz.   | Zawodniczka       | Reprezentacja     | #1    | #2    | #3    | #4    | #5    | #6    | Wynik | Uwagi                     |
| ------ | ----------------- | ----------------- | ----- | ----- | ----- | ----- | ----- | ----- | ----- | ------------------------- |
| Złoto  | Tatiana Łysenko   | Rosja             | 76,80 | 77,09 | 77,13 | 74,51 | 75,05 | X     | 77,13 | Najlepszy wynik w sezonie |
| Srebro | Betty Heidler     | Niemcy            | X     | 73,96 | 74,70 | X     | 76,06 | X     | 76,06 |                           |
| Brąz   | Zhang Wenxiu      | Chiny             | 75,03 | 74,31 | X     | 73,17 | 71,86 | 74,79 | 75,03 |                           |
| 4      | Yipsi Moreno      | Kuba              | 73,29 | X     | 74,48 | X     | X     | X     | 74,48 | Najlepszy wynik w sezonie |
| 5      | Anita Włodarczyk  | Polska            | 73,56 | X     | 72,61 | X     | X     | 72,65 | 73,56 | Najlepszy wynik w sezonie |
| 6      | Bianca Perie      | Rumunia           | 67,73 | 70,40 | 67,75 | 70,24 | 70,91 | 72,04 | 72,04 | Najlepszy wynik w sezonie |
| 7      | Kathrin Klaas     | Niemcy            | 67,02 | 70,18 | 70,67 | 71,89 | 70,44 | X     | 71,89 |                           |
| 8      | Zalina Marghieva  | Mołdawia          | 69,99 | X     | 68,13 | 70,24 | 70,27 | 68,76 | 70,27 |                           |
| 9      | Silvia Salis      | Włochy            | 68,61 | 69,88 | X     |       |       |       | 69,88 |                           |
| 10     | Jennifer Dahlgren | Argentyna         | 68,27 | X     | 69,72 |       |       |       | 69,72 |                           |
| 11     | Jessica Cosby     | Stany Zjednoczone | X     | 68,91 | 68,15 |       |       |       | 68,91 |                           |
| 12     | Stéphanie Falzon  | Francja           | 66,57 | X     | X     |       |       |       | 66,57 |                           |